# Quà tặng khách mời đám cưới

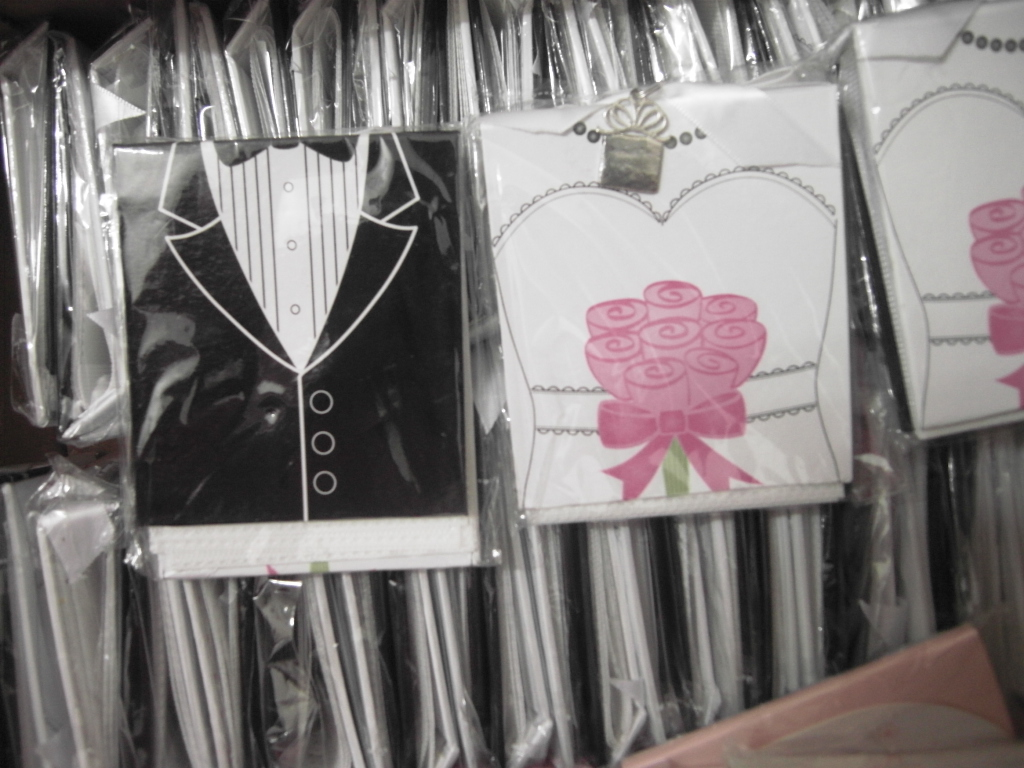
Khung hình để tặng khách dự đám cưới

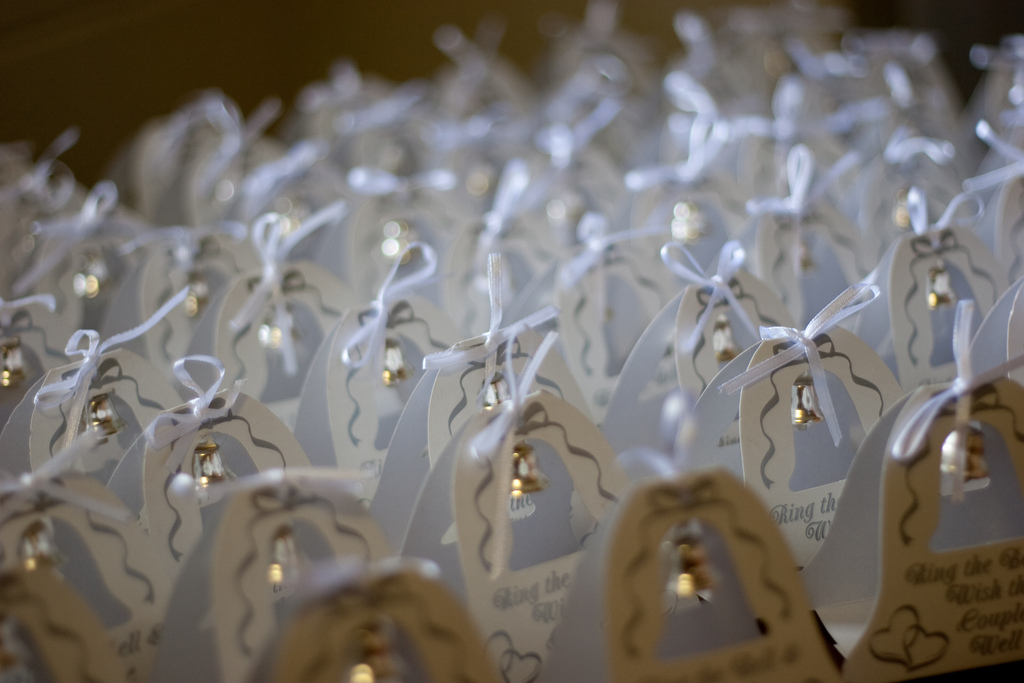
Hơn 160 món quà nhỏ được trao cho khách dự đám cưới

Quà tặng đám cưới (tiếng Anh: wedding favor) là món quà mà cô dâu chú rể gửi tặng khách mời trong ngày cưới. Khái niệm này rất phổ biến ở phương Tây nhưng ở Việt Nam còn khá mới mẻ.